# Plaza de toros de Cabra
La plaza de toros de la ciudad de Cabra (provincia de Córdoba, España), es el coso taurino más antiguo de la provincia cordobesa.

## Antecedentes
Desde el siglo XVI, y hasta su construcción en 1857, Cabra había celebrado festejos taurinos en su plaza mayor (la actual plaza Vieja), en festividades especiales como el Corpus Christi, San Juan, San Pedro, Santiago o el 8 de septiembre, día de la Virgen de la Sierra, patrona de la localidad. Además, como celebración por la estancia en la villa de miembros de la nobleza, también se celebraban numerosas corridas de toros, siendo la más importante la que tuvo lugar en el año 1653, con motivo del casamiento de la hija de los condes de Cabra.

## Plaza de toros de 1857
Localizada en pleno centro de la ciudad debido al crecimiento urbano, supone uno de los lugares de interés para el turismo y el aficionado taurino de esta localidad de la Subbética.
Se terminó de construir en 1857 y fue inaugurada el 24 de junio, festividad de San Juan, teniendo en cartel a Francisco Arjona "Cuchares" y Antonio Sánchez "El Tato". Su construcción, cuya planta responde a un polígono de 16 lados, está basada en una arquitectura popular, siendo edificada con mampostería, ladrillo y madera. Tiene un ruedo de 43 metros fruto de distintas remodelaciones y obras de mantenimiento producidas fundamentalmente en 1888 y en 1904, durante la cual se eliminaron los burladeros de madera y se construyó el callejón de 2 metros de ancho. Ofrece un aforo de 6167 espectadores, siendo una plaza catalogada como de 3.ª categoría.
Cabe destacar, como dato curioso, que en ella debuta como novillero el 16 de abril de 1933, Domingo de Resurrección, el diestro Manuel Rodríguez "Manolete", junto a Juanita Cruz.